# Pristimantis repens
Pristimantis repens(Lynch, 1984) es una especie de anfibio anuro de la familia Craugastoridae.

## Distribución
Esta especie es endémica del departamento de Nariño en Colombia. Habita en los municipios de San Juan de Pasto entre los 3 150 y 3 720 m de altitud sobre el volcán Galeras y La Cruz a 3 278 m.

## Publicación original
- Lynch, 1984 : A new species of Eleutherodactylus (Amphibia: Anura: Leptodactylidae) from southern Andean Colombia. Herpetologica, vol. 40, n.º 3, p. 234-237.[6]